# Propellerflygplan

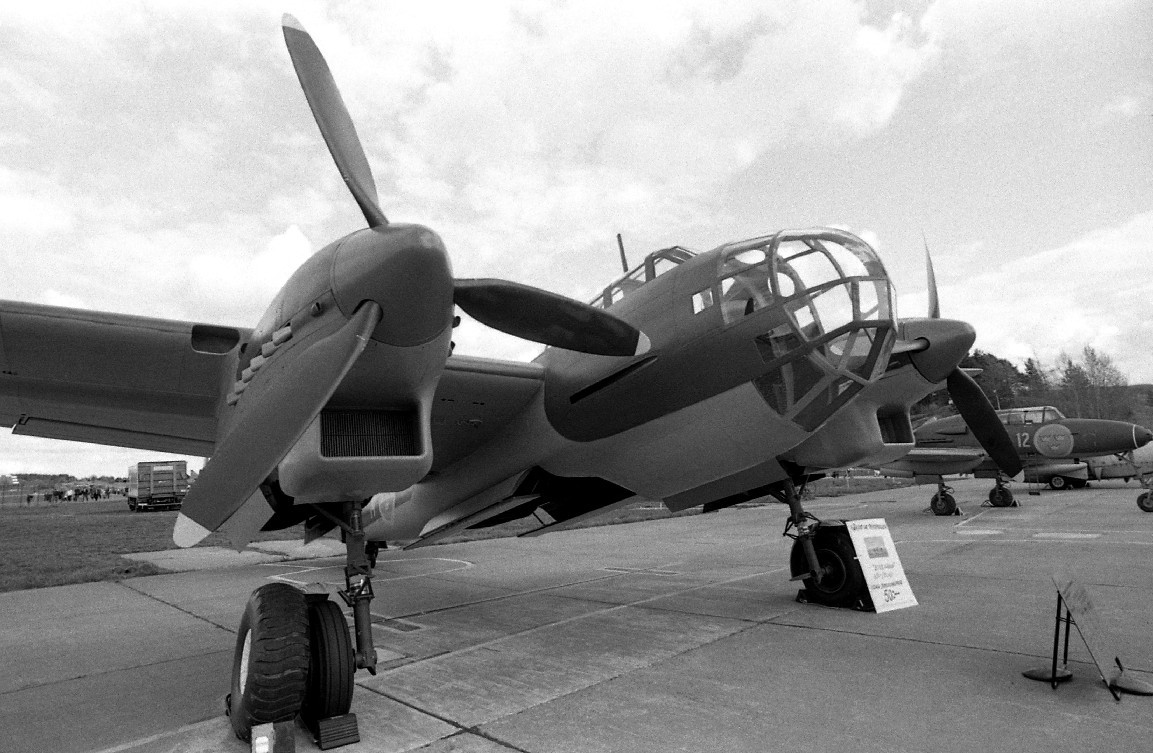
Saab B 18B.

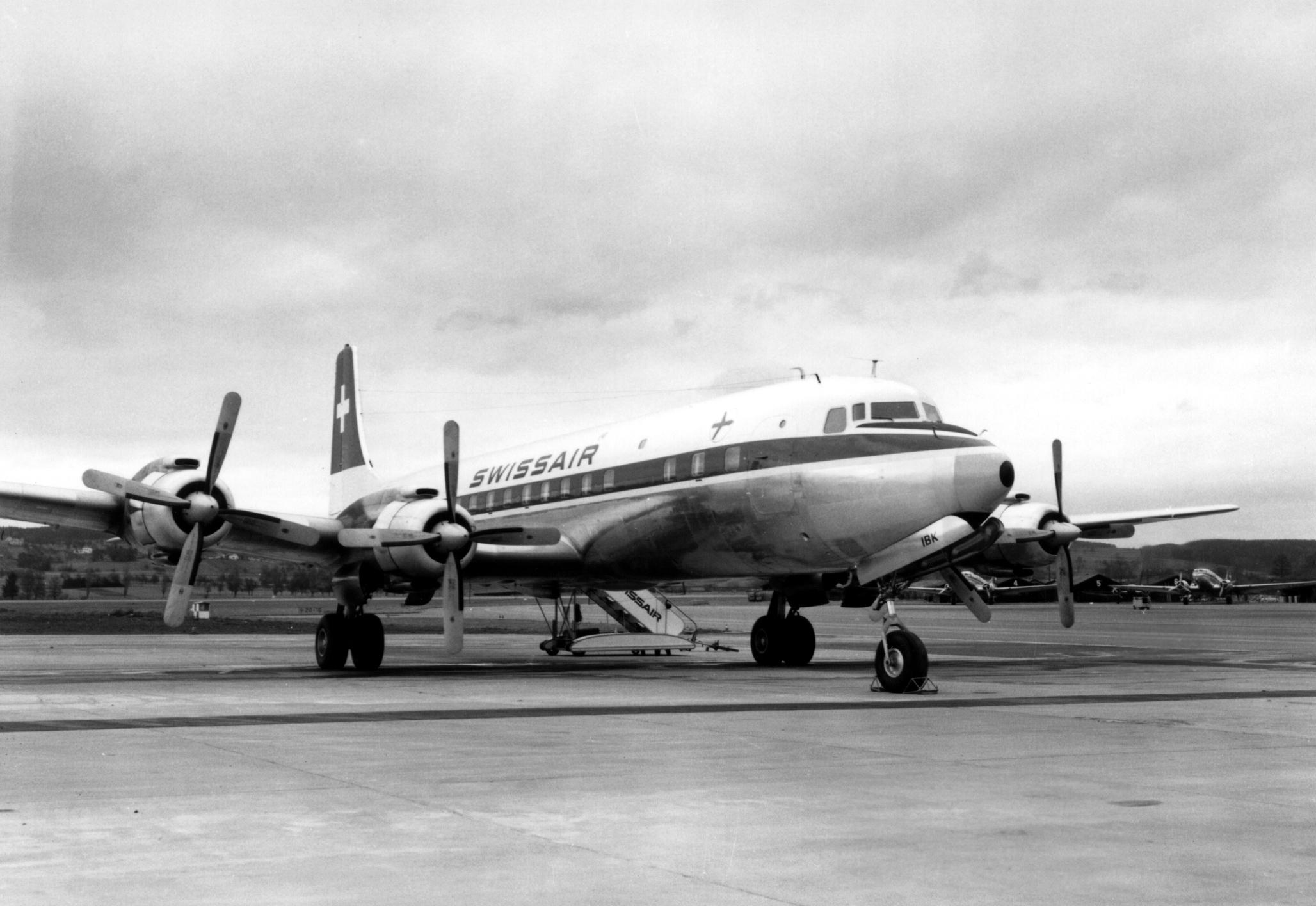
En Swissair Douglas DC-7.

Ett propellerflygplan eller propellerplan är ett flygplan som drivs av minst en propeller, kan även drivas av två, tre, fyra eller upp till tolv propellerar. Vanligaste är dock en, två eller fyra propellerar. 
Två milstolpar i propellerflygplanens historia är Louis Blériots flygning över Engelska kanalen i juli 1909 och Charles Lindberghs nonstopflygning över Atlanten i maj 1927.
Propellerflygplan var vanliga fram till 1960-talets slut och 1970-talets början, då jetflygplan började att bli allt vanligare. Numera används propellerflygplan främst för flygningar över kortare distanser och som privatflygplan.

## Bilder

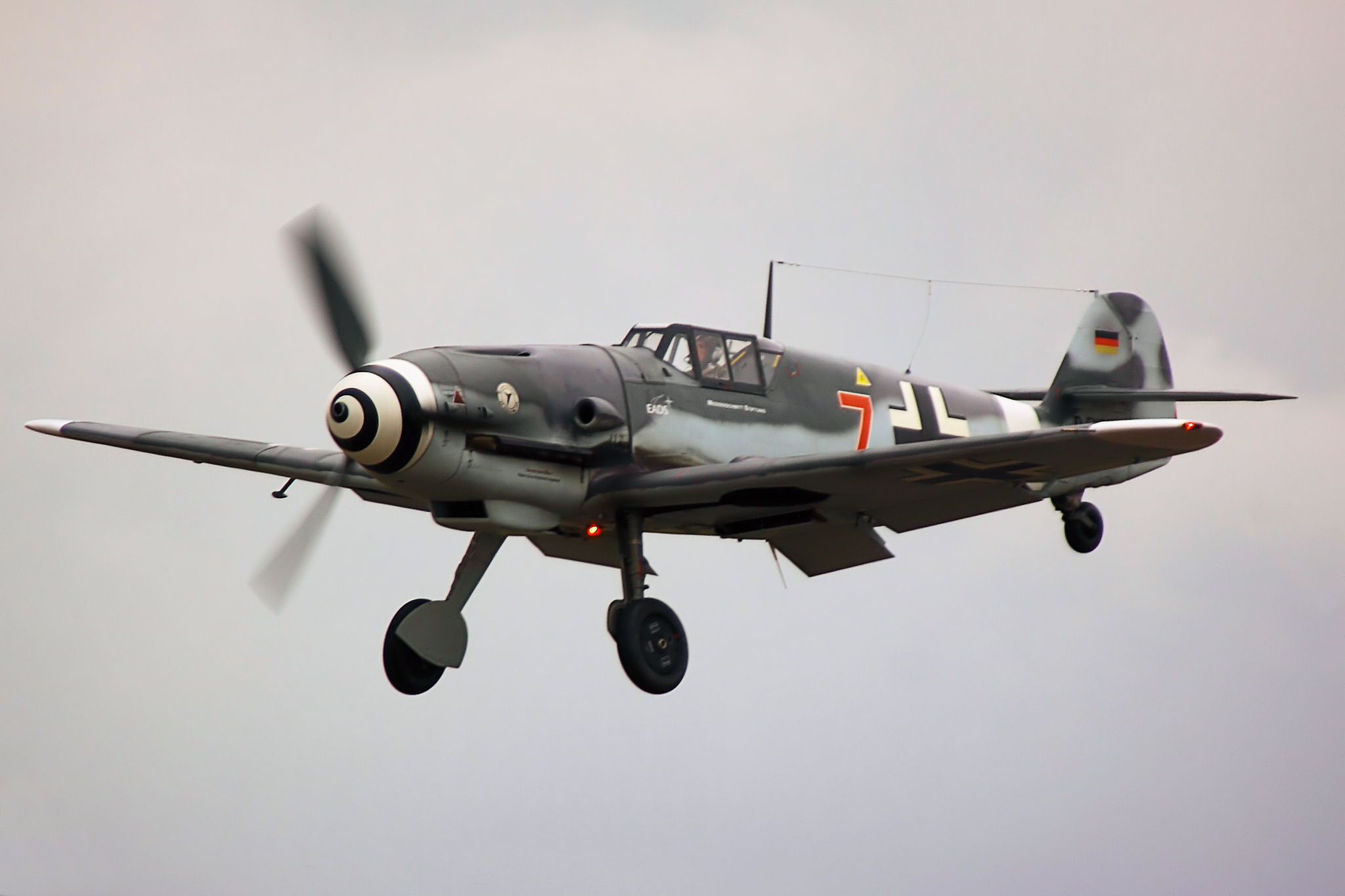
Messerschmitt Bf 109G.
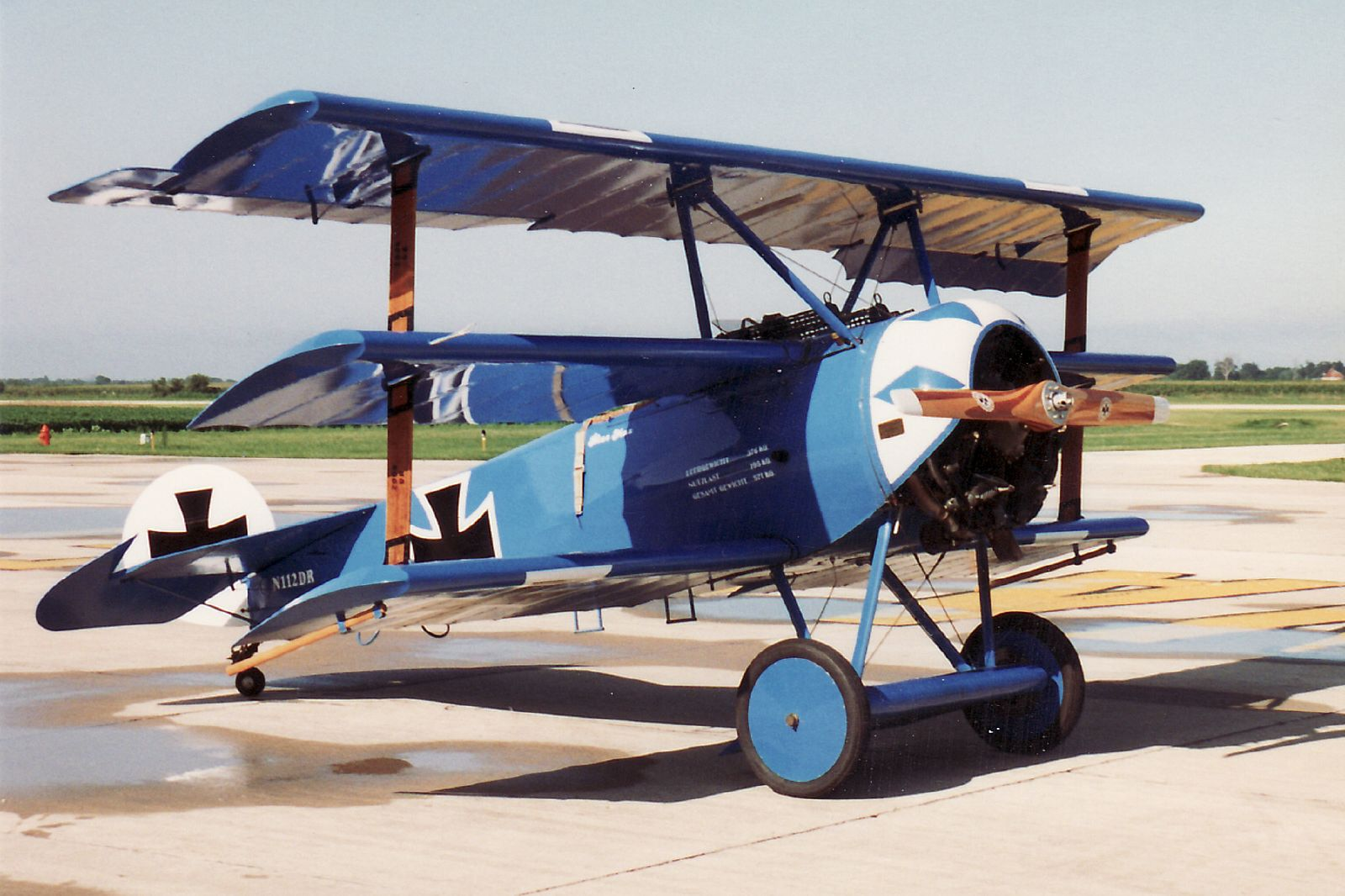
Fokker Dr.1.
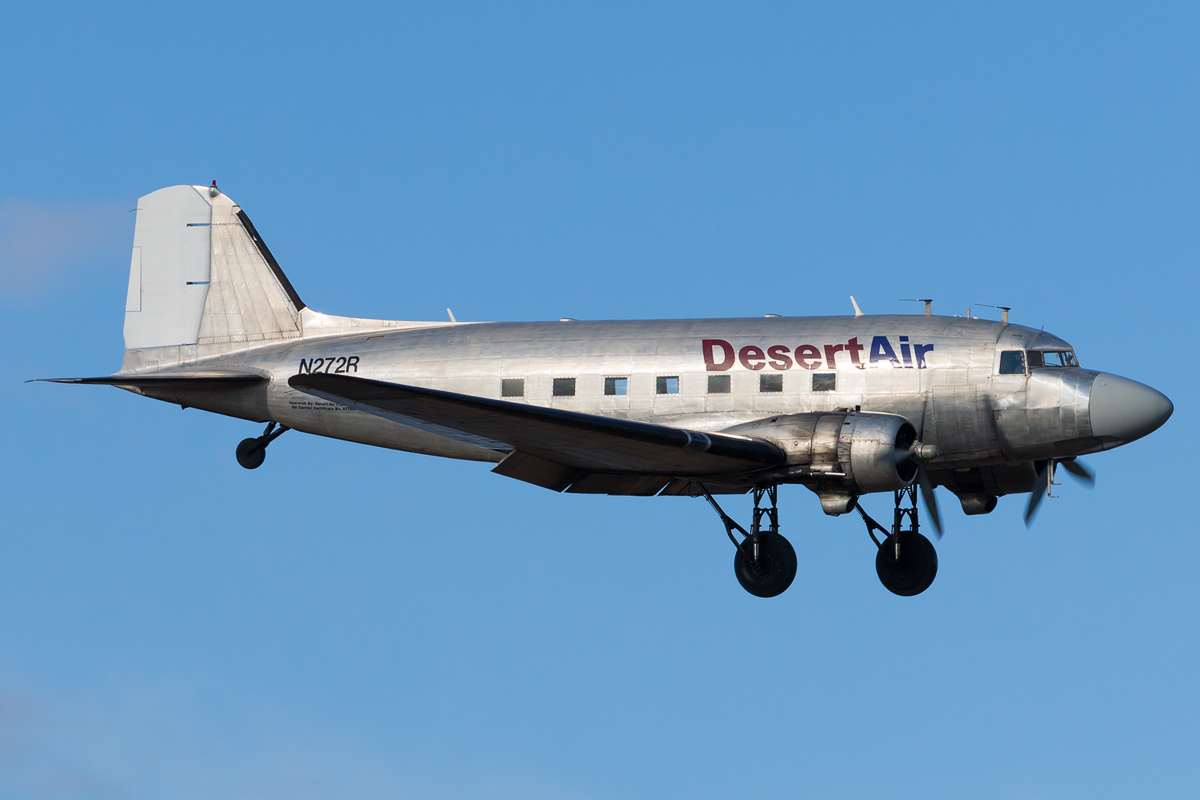
Douglas DC-3.

### Fotnoter
1. ↑  ”Jetflygplan eller propellerflygplan”. Allt om vetenskap. 17 februari 2015. Arkiverad från originalet den 31 januari 2017. https://web.archive.org/web/20170131193321/http://www.alltomvetenskap.se/nyheter/jetflygplan-eller-propellerflygplan. Läst 18 januari 2017.